# Željko Baljkas
Željko Baljkas je bio trener RNK Split. 
 Trenirao je splitske Crvene sredinom 90-ih godina 20 stoljeća.